# Perizoma variaria
Perizoma variaria là một loài bướm đêm trong họ Geometridae.